# Sphaeronaemella humicola
Sphaeronaemella humicola är en svampart som beskrevs av Samson & W. Gams 1974. Sphaeronaemella humicola ingår i släktet Sphaeronaemella, ordningen Microascales, klassen Sordariomycetes, divisionen sporsäcksvampar och riket svampar.   Inga underarter finns listade i Catalogue of Life.
I den svenska databasen Dyntaxa används istället namnet Viennotidia humicola för samma taxon.  Arten är reproducerande i Sverige.